# Trehkopf
Le Trehkopf est un sommet du massif des Vosges culminant à 1 266 mètres d'altitude, situé sur la route des Crêtes sur le site du Markstein.

## Géographie

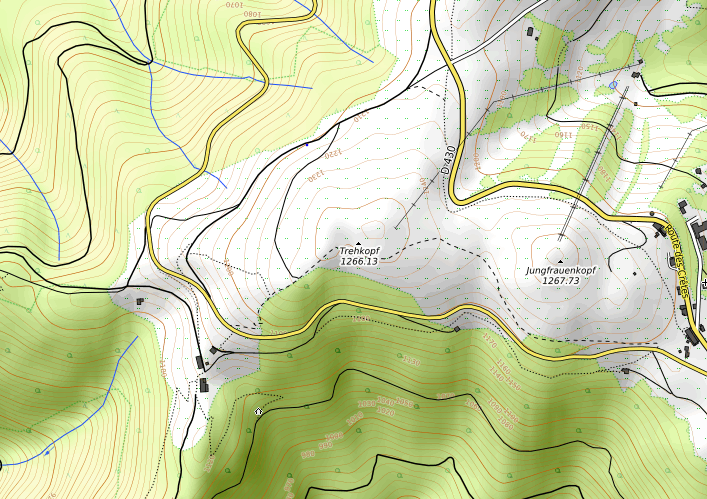
Carte topographique du Trehkopf.

## Activités
Le Trehkopf est un site majeur du massif des Vosges pour la pratique du vol libre avec des décollages principalement orientés sud-ouest.